# 眩暈 (小説)
『眩暈』（めまい、独：Die Blendung）は、作家・思想家エリアス・カネッティの小説。書物に人生を捧げる中年学者が、無知な女性との結婚を機に研究生活を侵されていく様をグロテスクに描いている。作者が26歳の時に書かれた処女小説であり、執筆から数年を経た1935年にオーストリアの書店から刊行、1948年に再刊されたが黙殺され、研究書『群集と権力』（1960年）が成功した後の1963年にハンザー版が出てから評価を受けた。以来20世紀ドイツ語文学の代表作の一つとされている。

## あらすじ
主人公は著名な中国学者で書物収集家のペーター・キーンである。彼は2万5000もの書物とともに孤高の研究生活を送っており、身近にいるのは8年前に雇った家政婦のテレーゼのみであった。キーンは彼女を書物の管理のために雇ったに過ぎなかったが、ある日ふとしたことから蔵書にあった小説を彼女に貸し与えることになり、その際彼女が自分以上に丁重に書物を扱ったことに感銘を受け、すぐさま彼女を娶る決意をする。しかし妻の地位を得るやテレーゼの態度は変わっていき、妻の権利として書庫に宛てられていた部屋の半分を要求したり、家具をキーンの金で買い入れたりとキーンの生活に干渉するうちどんどん厚顔無恥になっていく。そして愛想のいい家具商への妄念に取り付かれたテレーゼはキーンをないがしろにし、遺言書の作成を要求したあげく家から放逐してしまう（第一部 世界なき頭脳）。
家から追い出されたものの通帳だけは守り通したキーンは、ホテルに滞在しながら書店を巡り、自分の頭の中に臨時の蔵書を仮構することに熱中する。そうしてふと入った酒場で佝僂のフィッシェルレと出会い、酒場の騒動から助けられたことに恩を感じて彼を助手に任命する。フィッシェルレに国営の質物取扱所テレジアヌムに案内されたキーンは、ここで質草として持ち寄られてくる書物を救い出だすことに自身の使命を見出し、書物を持ち込もうとする人から所持金をはたいて書物を買い上げ始める。これを儲けのチャンスと見たフィッシェルレは仲間を集めて偽者の客にしたて、キーンから次々と金を騙し取っていく。しかしその詐欺計画の3日目、キーンはテレジアヌムに書物を質入に来たテレーゼと玄関番を目にする。彼らはもみ合いを始めて守衛に引っ立てられ、結局キーンは混乱のなか身分も明かせぬまま、自宅の玄関番の住居に身を寄せることになる（第二部 頭脳なき世界）。
玄関番ベネディクトに引き取られたキーンは、そこでのぞき穴からの人間観察に熱中、新たな研究対象を見出したと考え玄関番の仕事に固執し始める。そのような折、フィッシェルレからの偽の電報を受けて、キーンの弟で婦人科医のジョルジュが兄が発狂したと思い込んでやってくる。兄を心配した彼は、兄の害になっていることを悟りテレーゼと玄関番を巧みな弁舌で追い出し、兄にかつての静かな研究生活を取り戻させる。しかしそのときすでにキーンには狂気の兆候が現れていた。自宅の静謐を取り戻したキーンは殺人と火事の妄想に取り付かれ、最後には自ら書庫に火を放ち蔵書もろとも炎に包まれる（第三部 頭脳の中の世界）。